# Federico III di Salm-Kyrburg
Federico III Giovanni Ottone Francesco Cristiano Filippo di Salm-Kyrburg (Henri-Chapelle, 3 maggio 1744 – Parigi, 23 luglio 1794) principe di Salm-Kyrburg dal 1779 al 1794, fu anche principe di Horn e Overijse, principe di Ahaus, Bocholt e Gemen, e conte di Solre-le-Château.

## Biografia

### Infanzia

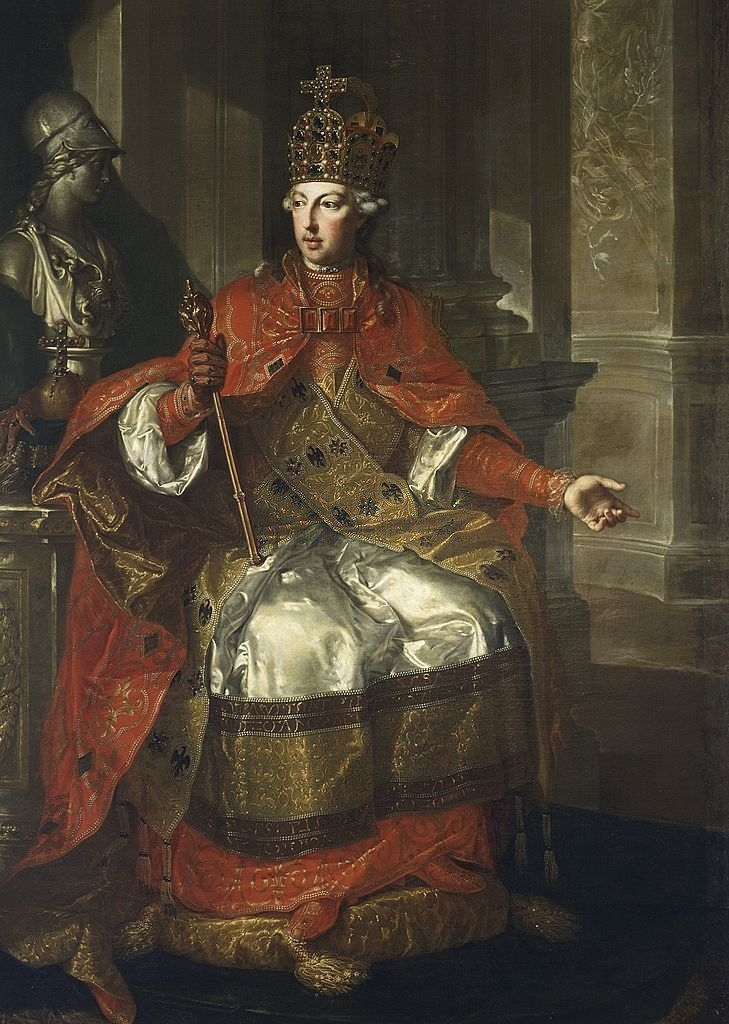
Giuseppe II d'Asburgo-Lorena con gli abiti dell'incoronazione imperiale

Stemma del Casato di Hornes

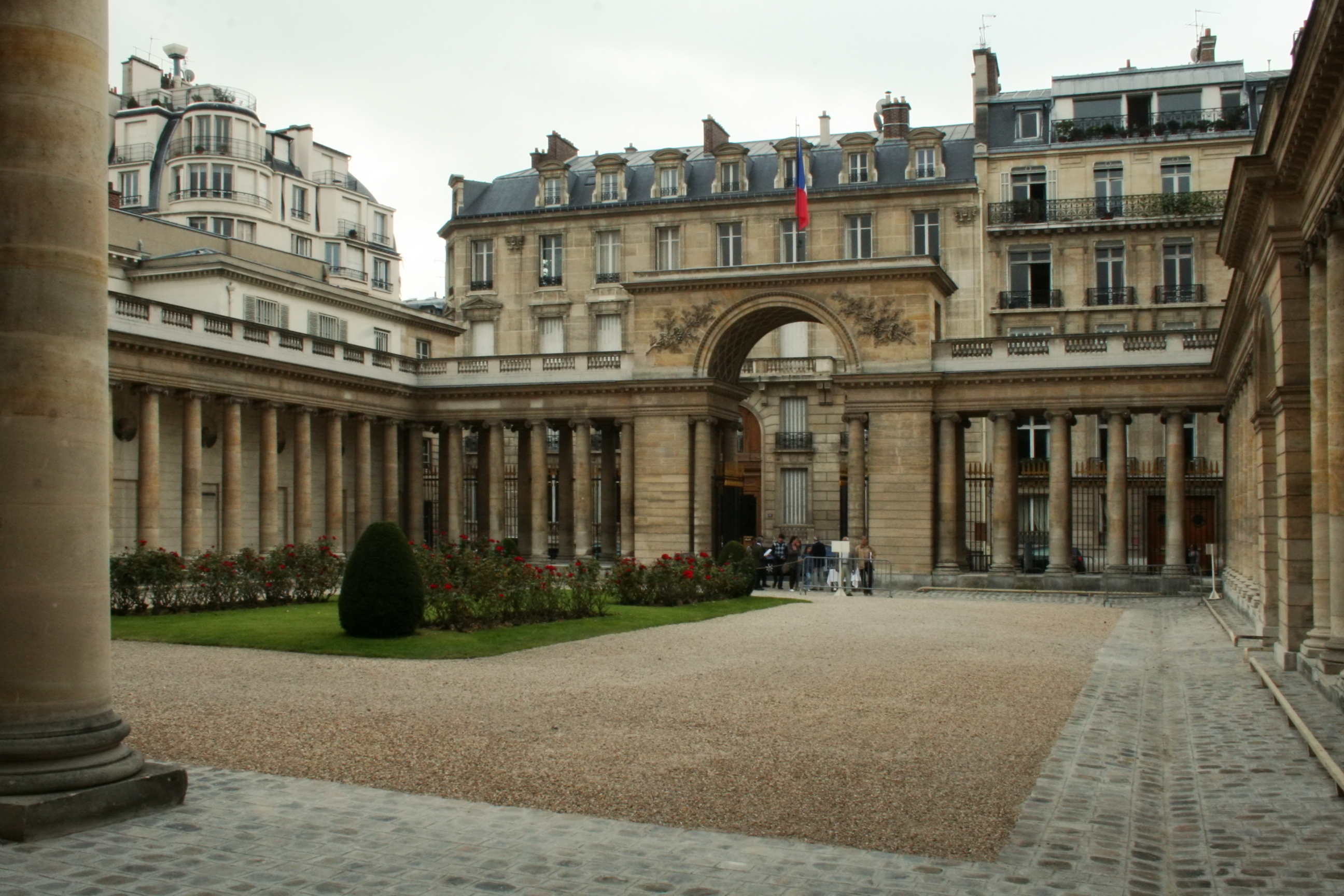
Cortile del Hôtel de Salm

Federico era il figlio maggiore del principe Filippo Giuseppe di Salm-Kyrburg e di sua moglie, Maria Teresa di Horn. Egli crebbe alla corte francese. Per via di sua madre, la figlia maggiore del Principe Massimiliano di Horn, ereditò tutti i possedimenti di questa famiglia.

### Matrimonio

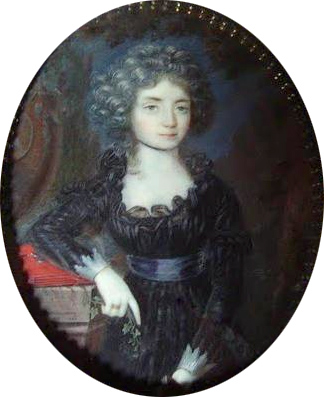
Principessa Giovanna Francesca di Hohenzollern-Sigmaringen

Federico sposò nel 1781 la Principessa Giovanna Francesca di Hohenzollern-Sigmaringen figlia di Carlo Federico, Principe di Hohenzollern-Sigmaringen. 

### Carriera militare
Giocò un ruolo fondamentale nella Repubblica delle Sette Province Unite durante l'era dei patrioti, probabilmente per via della mediazione di Benjamin Franklin. Federico III divenne comandante del reggimento "Huzaren", formato durante la Guerra di Kettle alla fine del 1784. Federico prese parte ai negoziati con l'Imperatore austriaco Giuseppe II, concedendo a Giuseppe una larga somma. Nel settembre del 1786 entrò al servizio degli stati olandesi, ma dopo sei mesi il suo reggimento venne eliminato dall'esercito per ragioni di economia. Da Haarlem inviò l'esercito a Le Hague e quindi ad Amsterdam.
Dal 12 maggio 1787 Federico III venne messo a capo della difesa della città di Utrecht, l'"eldorado democratico", che sin dal 1º maggio era sotto assedio. Il 28 giugno, si diresse con cento uomini in direzione di Woerden, per catturare la principessa Guglielmina di Prussia. Il 9 agosto, divenne colonnello dei Cacciatori di Gelderse, che il mese successivo occuparono Makkum su iniziativa del conte Lambertus van Beyma. All'avvicinarsi dei prussiani, che agli ordini di Federico Guglielmo II invasero l'Olanda, Federico III consegnò la città di Utrecht senza colpo ferire. Il suo reggimento retrocedette verso Amsterdam e finalmente a Muiden ed a Weesp. Fu costretto in seguito ad abbandonare Amsterdam per l'opposizione dei cittadini, dovuta al suo comportamento.

### Ultimi anni e morte

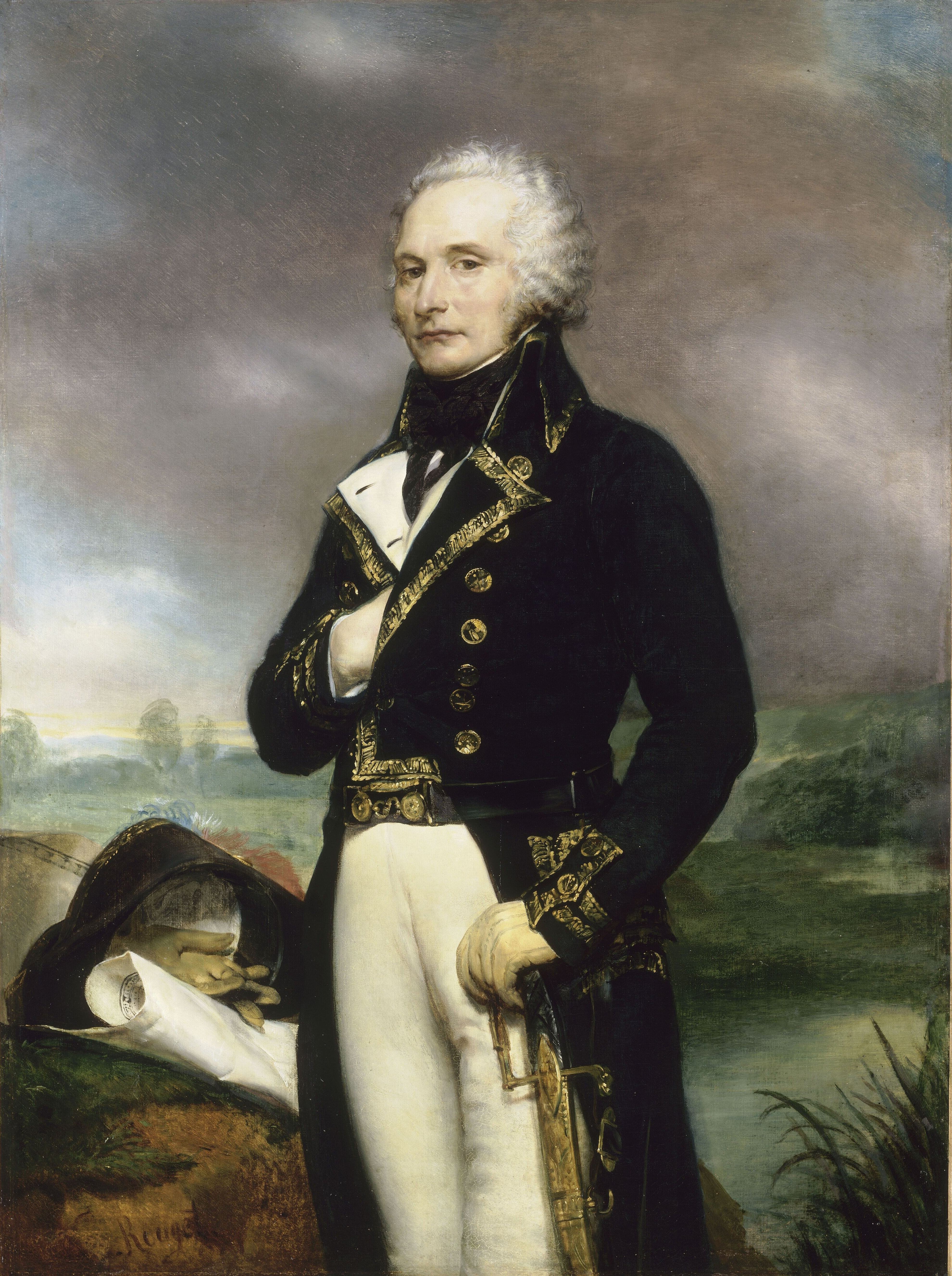
Alessandro di Beauharnais

Alla fine di luglio del 1794 Federico III, a causa dei suoi legami con l'"Ancien Régime", venne ghigliottinato con Alexandre de Beauharnais, l'amante di sua sorella Amalia Zefirina di Salm-Kyrburg e già marito di Giuseppina di Beauharnais, futura prima moglie di Napoleone.
Il corpo venne sepolto nel Cimitero di Picpus.

## Eredità
Federico commissionò la costruzione dell'Hôtel de Salm a Parigi, dove Madame de Staël dava le sue serate nel 1797. Dal 1804, fu sede della Légion d'Honneur, ma fu distrutto da un incendio nel 1871. La villa fu ricostruita e prese il nome di Palais de la Légion d'Honneur. Henry Hope voleva copiare l'Hôtel de Salm a Haarlem, per la Villa Welgelegen.

## Discendenza
Federico e la Principessa Giovanna Francesca di Hohenzollern-Sigmaringen ebbero quattro figli, di cui solo uno visse fino all'età adulta:
- Principessa Filippina Federica Guglielmina (1783–1786)
- Principe Ereditario Federico Enrico Ottone (1785–1786)
- Principe Federico Emanuele Ottone Luigi Filippo Corrado (1786)
- Principe Federico IV Ernesto Ottone Filippo Antonio (1789–1859), successore di suo padre

## Ascendenza
|                                                          |                                       |                                                | Genitori                                                 |  |  | Nonni |  |  | Bisnonni                                                       |  |  | Trisnonni                                                        |  |
|                                                          |                                       |                                                |                                                          |  |  |       |  |  | Carl Florentin, vilgravio e renegravio di Salm-Dhaun-Neufville |  |  | Friedrich Magnus, vilgravio e renegravio di Salm-Dhaun-Neufville |  |
|                                                          |                                       |                                                |                                                          |  |  |       |  |  | Carl Florentin, vilgravio e renegravio di Salm-Dhaun-Neufville |  |  | Friedrich Magnus, vilgravio e renegravio di Salm-Dhaun-Neufville |  |
|                                                          |                                       | Marguerite Thésart, signora di Essars e Lasson |                                                          |  |  |       |  |  | Carl Florentin, vilgravio e renegravio di Salm-Dhaun-Neufville |  |  |                                                                  |  |
| Heinrich Gabriel, vilgravio e renegravio di Salm-Kyrburg |                                       |                                                |                                                          |  |  |       |  |  | Carl Florentin, vilgravio e renegravio di Salm-Dhaun-Neufville |  |  |                                                                  |  |
|                                                          |                                       | Marie Gabriele de Lalaing                      | Albert François de Lalaing, conte di Hoogstraeten        |  |  |       |  |  |                                                                |  |  |                                                                  |  |
|                                                          |                                       | Marie Gabriele de Lalaing                      | Albert François de Lalaing, conte di Hoogstraeten        |  |  |       |  |  |                                                                |  |  |                                                                  |  |
|                                                          |                                       | Marie Gabriele de Lalaing                      | Isabelle d'Arenberg                                      |  |  |       |  |  |                                                                |  |  |                                                                  |  |
| Philipp Joseph, principe di Salm-Kyrburg                 |                                       | Marie Gabriele de Lalaing                      |                                                          |  |  |       |  |  |                                                                |  |  |                                                                  |  |
|                                                          |                                       | Philippe François de Croÿ, marchese di Warneck | Eustache II de Croÿ, conte di Roeulx                     |  |  |       |  |  |                                                                |  |  |                                                                  |  |
|                                                          |                                       | Philippe François de Croÿ, marchese di Warneck | Eustache II de Croÿ, conte di Roeulx                     |  |  |       |  |  |                                                                |  |  |                                                                  |  |
|                                                          |                                       | Philippe François de Croÿ, marchese di Warneck | Theodora Gertrud Maria Kettler                           |  |  |       |  |  |                                                                |  |  |                                                                  |  |
| Marie Thérèse de Croÿ, baronessa di Fay                  |                                       | Philippe François de Croÿ, marchese di Warneck |                                                          |  |  |       |  |  |                                                                |  |  |                                                                  |  |
|                                                          |                                       | Claudine Françoise de La Pierre du Fay         | Jacques-Ferdinand de La Pierre de Bousies, barone di Fay |  |  |       |  |  |                                                                |  |  |                                                                  |  |
|                                                          |                                       | Claudine Françoise de La Pierre du Fay         | Jacques-Ferdinand de La Pierre de Bousies, barone di Fay |  |  |       |  |  |                                                                |  |  |                                                                  |  |
|                                                          |                                       | Claudine Françoise de La Pierre du Fay         | Marie-Thérèse des Champs                                 |  |  |       |  |  |                                                                |  |  |                                                                  |  |
| Friedrich III, principe di Salm-Kyrburg                  |                                       | Claudine Françoise de La Pierre du Fay         |                                                          |  |  |       |  |  |                                                                |  |  |                                                                  |  |
|                                                          | Philippe Emmanuel, principe di Hornes | Eugène Maximilien, principe di Hornes          |                                                          |  |  |       |  |  |                                                                |  |  |                                                                  |  |
|                                                          | Philippe Emmanuel, principe di Hornes | Eugène Maximilien, principe di Hornes          |                                                          |  |  |       |  |  |                                                                |  |  |                                                                  |  |
|                                                          | Philippe Emmanuel, principe di Hornes | Marie Jeanne de Croÿ                           |                                                          |  |  |       |  |  |                                                                |  |  |                                                                  |  |
| Maximilian Emmanuel, principe di Hornes                  | Philippe Emmanuel, principe di Hornes |                                                |                                                          |  |  |       |  |  |                                                                |  |  |                                                                  |  |
|                                                          |                                       | Marie Anne Antoinette de Ligne                 | Henri Louis Ernest, principe di Ligne                    |  |  |       |  |  |                                                                |  |  |                                                                  |  |
|                                                          |                                       | Marie Anne Antoinette de Ligne                 | Henri Louis Ernest, principe di Ligne                    |  |  |       |  |  |                                                                |  |  |                                                                  |  |
|                                                          |                                       | Marie Anne Antoinette de Ligne                 | Juana Monica de Aragón y Benavides                       |  |  |       |  |  |                                                                |  |  |                                                                  |  |
| Maria Theresia de Hornes                                 |                                       | Marie Anne Antoinette de Ligne                 |                                                          |  |  |       |  |  |                                                                |  |  |                                                                  |  |
|                                                          |                                       | Thomas Bruce, III conte di Elgin               | Robert Bruce, II conte di Elgin                          |  |  |       |  |  |                                                                |  |  |                                                                  |  |
|                                                          |                                       | Thomas Bruce, III conte di Elgin               | Robert Bruce, II conte di Elgin                          |  |  |       |  |  |                                                                |  |  |                                                                  |  |
|                                                          |                                       | Thomas Bruce, III conte di Elgin               | lady Diana Grey                                          |  |  |       |  |  |                                                                |  |  |                                                                  |  |
| Marie Thérèse Charlotte Bruce, baronessa di Melsbroek    |                                       | Thomas Bruce, III conte di Elgin               |                                                          |  |  |       |  |  |                                                                |  |  |                                                                  |  |
|                                                          |                                       | Charlotte d'Argenteau, contessa d'Esneux       | Louis Conrad d'Argenteau, conte d'Esneux                 |  |  |       |  |  |                                                                |  |  |                                                                  |  |
|                                                          |                                       | Charlotte d'Argenteau, contessa d'Esneux       | Louis Conrad d'Argenteau, conte d'Esneux                 |  |  |       |  |  |                                                                |  |  |                                                                  |  |
|                                                          |                                       | Charlotte d'Argenteau, contessa d'Esneux       | Ghisberte Jeanne de Locquenghien                         |  |  |       |  |  |                                                                |  |  |                                                                  |  |
|                                                          |                                       | Charlotte d'Argenteau, contessa d'Esneux       |                                                          |  |  |       |  |  |                                                                |  |  |                                                                  |  |